# John Surman
John Douglas Surman (Tavistock, de West Devon, 30 de agosto de 1944) es un músico británico de jazz, especializado en soprano, clarinete bajo y sintetizador; toca también el saxo barítono.  
Es compositor de free jazz y jazz modal, y a menudo usa temas de la música tradicional como base. También ha compuesto y ha realizado mucha música para espectáculos de danza y las bandas sonoras de películas.

## Discografía selecta
- John Surman (1968)
- Extrapolation (1969)
- Way Back When (1969)
- Glancing Backwards. Antología (1969-1976)
- Tales Of The Algonquin (1971)
- Upon Reflection (1979)
- The Amazing Adventures of Simon Simon (1981)
- Withholding Pattern (1985)
- Private City (1987)
- Road To Saint Ives (1990)
- A Biography Of The Rev. Absalom Dawe (1995)
- In Darkness Let Me Dwell (1999)
- Coruscating (1999)
- Care-Charming Sleep (2003)
- The Spaces In Between (2006)
- Rain on the window (2008)
- Brewster's Rooster (2009)